# ♍
♍ (Unicode U+264D) est le symbole pour la constellation du zodiaque de la Vierge.

## Tracé
Ce caractère ressemble à un M en bas-de-casse avec une jambe supplémentaire qui revient croiser la troisième jambe. L’extrémité de la troisième jambe peut être droite ou bien finir recourbée vers la droite.
Ce caractère est similaire à celui du scorpion : ♏.

## Histoire et mythologie

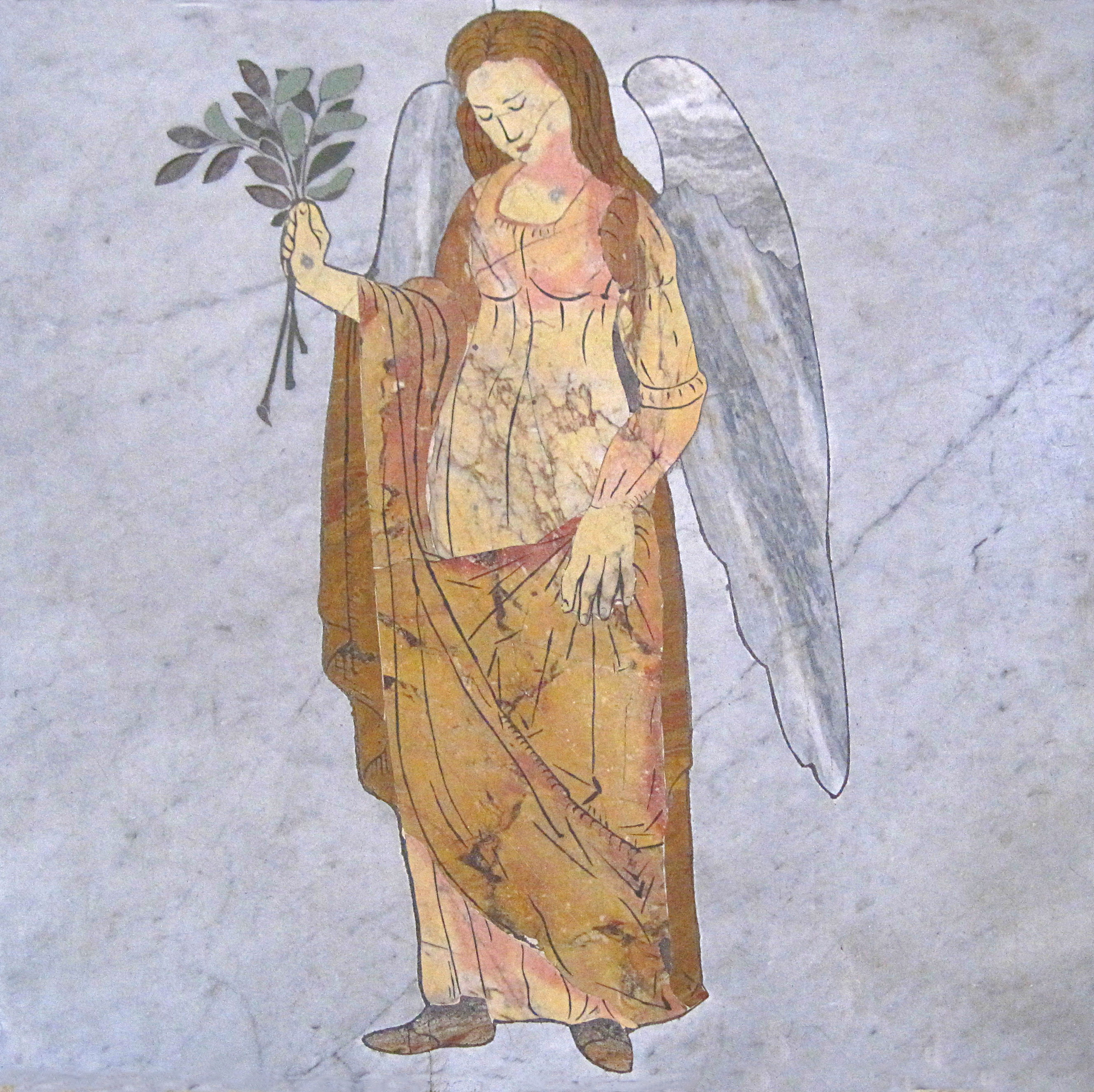
Signe zodiacal du Vierge ornant la méridienne de la Basilique Santa Maria degli Angeli e dei Martiri à Rome.

Quasiment toutes les grandes déesses de l’Antiquité y furent liées, telles Aset (Isis), Déméter, Perséphone, Cybèle, Artémis, Athéna, etc.
L’une des versions se raccrochant à la mythologie grecque l’identifie à la déesse de la Justice, Thémis ou Astrée (fusionnant avec sa demi-sœur Artémis), qui aurait quitté la Terre par dégoût de la grossièreté des hommes. La Vierge est depuis lors quasiment toujours dessinée portant la Balance, ainsi qu’un épi de blé.
En alchimie, ce symbole désigne le procédé de séparation par distillation qui purifie des impuretés et isole la substance la plus pure.